# Sovinformburó
El Gabinete de Información Soviético (del ruso: Советское информационное бюро) o Sovinformburó (Совинформбюро)) era la agencia de noticias soviética principal en el periodo 1941-1961. Fue establecido el 24 de junio de 1941, poco después de la entrada en la guerra de la Unión Soviética por una directiva del Sovnarkom y el Comité Central del Partido Comunista de la Unión Soviética "para dar luz a los acontecimientos internacionales, los desarrollos militares, y la vida diaria a través de los medios imprimidos y grabados"
Durante la guerra Sovinformburó dirigió la actividad del Comité de Todos los Eslavos, el Comité Antifascista de Mujeres Soviéticas, Comité Antifascista de la Juventud Soviética, Comité Antifascista de Científicos Soviéticos y el Comité Judío Antifascista. En 1944, se creó un gabinete especial de propaganda para los países extranjeros como parte del Sovinformburó. En 1961 Sovinformburo fue transformado en la agencia de prensa Nóvosti: Su sucesora es RIA Novosti.